# Too Hot!
ショー『Too Hot!』（トゥー・ホット）は宝塚歌劇団によって制作された舞台作品。星組公演。24場。作・演出は三木章雄。併演作品は『炎のボレロ』。日向薫の宝塚大劇場トップお披露目公演。

## 公演期間と公演場所
- 1988年2月19日 - 3月29日　宝塚大劇場[1]
- 1988年6月3日 - 6月29日　東京宝塚劇場[2]

## 解説
※宝塚100年史の宝塚大劇場公演を参考にした。
日向薫・南風まい・紫苑ゆうを中心とした作品。新しく生まれ変わった星組の熱い心を表現した、若々しくホットなショー。「Too Hot（トゥー・ホット）」は熱すぎるという意味で、激辛、激熱、激楽なショーを目指した。

## スタッフ
※氏名の後ろに「宝塚」「東京」の文字がなければ両劇場共通。
- 作曲・編曲：寺田瀧雄・高橋城・筒井広志・西村耕次
- 音楽指揮：岡田良機（宝塚）、北沢達雄（東京）
- 振付：朱里みさを・県洋二・須山邦明・小井戸秀宅
- 装置：大橋泰弘
- 衣装：任田幾英
- 照明：今井直次
- 小道具：万波一重
- 効果：林康彦
- 音響監督：松永浩志
- 演出助手：中村暁
- 舞台進行：田中利彦
- 制作：橋本雅夫
- 製作担当：横山美次（東京）

## 配役
※宝塚・東京共通
- 青年、紳士、ギャンブラーS、スター - 日向薫
- 若者、シンガー、踊るスターS - 紫苑ゆう
- 娘、クィーン、踊るスターS - 南風まい
- 歌手、淑女、恋人 - 毬藻えり
- 牧師 - 葉山三千子
- シャドウダンサー - 萬あきら
- 尼僧 - 藤京子
- 歌手 - あづみれいか
- 踊るスターA - 洲悠花
- 花嫁 - 花愛望都
- 歌手 - 久留実純
- 娘 - 綾瀬るり
- スター、紳士S、ホットスター - 麻路さき
- ライバル、イリュージョンの女 - 大輝ゆう